# Гармала
Га́рмала, или Могильник (лат. Péganum) — олиготипный род цветковых растений семейства Селитрянковые (Nitrariaceae).
В ряде источников данный род помещали в семейство Гармаловые (Peganaceae) (сейчас название Peganaceae входит в синонимику семейства Селитрянковые) или в семейство Парнолистниковые (Zygophyllaceae).
Представители рода произрастают в Центральной Америке и Евразии.

## Ботаническое описание
Многолетние травы, с листьями надрезанными на линейные доли.
Чашечка почти до основания пятираздельная на линейные доли, цельные, едва надрезанные или глубоко-перисто-рассечённые, остающиеся при плодах. Венчик пятилепестный; тычинок 15, с расширенными при основании нитями; столбик вверху трёхгранный.
Плод — трёхгнездная, трёхстворчатая коробочка, с многочисленными семенами.

## Виды
Род насчитывает около четырёх видов, некоторые из них:
- Peganum harmala L. typus[1] — Гармала обыкновенная, или Могильник обыкновенный
- Peganum mexicanum Gray
- Peganum multisectum (Maxim.) Bobrov
- Peganum nigellastrum Bunge — Гармала чернушкообразная

## Химический состав
Корни гармалы содержат алкалоид Гармалин.